# Ślepiec podolski
Ślepiec podolski (Spalax zemni) – gatunek ssaka z podrodziny ślepców (Spalacinae) w obrębie rodziny ślepcowatych (Spalacidae); według IUCN jest narażony na wyginięcie.

## Systematyka
Gatunek po raz pierwszy zgodnie z zasadami nazewnictwa binominalnego opisał w 1777 roku niemiecki przyrodnik Johann Christian Polycarp Erxleben nadając mu nazwę Glis zemni. Holotyp pochodził z obwodu tarnopolskiego, na Ukrainie. 
Często określany jako S. polonicus lub S. podolicus, ale zemni jest najstarszą dostępną nazwą. Obejmuje formę kopalną S. diluvii. Tworzy grupę siostrzaną z S. arenarius. Bywał łączony ze ślepcem stepowym (Spalax microphthalmus), ale obecnie jest uznawany za osobny gatunek. Garnitur chromosomowy tego zwierzęcia tworzy 31 par (2n=62) chromosomów (FN=124). Autorzy Illustrated Checklist of the Mammals of the World uznają ten takson za gatunek monotypowy.

### Etymologia
- Spalax: gr. σπαλαξ spalax, σπαλακος spalakos „kret”[10].
- zemni: ros. земной zemnoj „ziemski, ziemny”[2].

## Występowanie
Ślepiec podolski występuje endemicznie na Ukrainie od granicy polskiej na zachodzie do Dniepru na wschodzie i do granicy mołdawskiej na południu. Ma rozległy obszar występowania, który jest jednak wybitnie nieciągły. Występuje przede wszystkim na dziewiczych stepach, ale także na obrzeżach dróg, lasów, na polach i na opuszczonych strzelnicach wojskowych. Nie unika gleb piaszczystych.

## Morfologia
Długość ciała (bez ogona) 200–310 mm, ogona niewidoczny; masa ciała 370–570 g. 

## Zachowania
Jak inne ślepcowate, ślepiec podolski prowadzi podziemny tryb życia. Jego zwyczaje żywieniowe nie są dobrze zbadane, ale w południowej i południowo-wschodniej części zasięgu stwierdzono, że zjada podziemne części lucerny, cykorii, powojowatych, ślazowatych i siewki drzew (np. dębu i morwy). Rozród i ekologia nie są zbadane.

## Populacja
Nie wiadomo, jak liczny jest ślepiec podolski, ale od końca XIX wieku jest uznawany za gatunek rzadki na całym obszarze występowania. Jest to związane z zanikiem siedlisk stepowych, które są przeznaczane pod uprawy i zabudowywane. Gęstość populacji w optymalnych siedliskach to 1 do 8 osobników na hektar. Nie występuje w obszarach chronionych, z możliwym wyjątkiem Parku Narodowego „Podolskie Towtry”. Międzynarodowa Unia Ochrony Przyrody uznaje ślepca podolskiego za gatunek narażony na wyginięcie, jest on także wpisany do czerwonej księgi gatunków zagrożonych Ukrainy.